# Каноло
Ка̀ноло (на италиански: Canolo, на местен диалект Cànulu, Канулу) е село и община в Южна Италия, провинция Реджо Калабрия, регион Калабрия. Разположено е на 432 m надморска височина. Населението на общината е 769 души (към 2012 г.).